# Huta Bargot Setia
Huta Bargot Setia is een bestuurslaag in het regentschap Mandailing Natal van de provincie Noord-Sumatra, Indonesië. Huta Bargot Setia telt 407 inwoners (volkstelling 2010).